# Chris Cavanaugh
Christopher Carl Cavanaugh (Hialeah, 1º luglio 1962) è un ex nuotatore statunitense.

## Carriera
Assieme ai compagni Michael Heath, Matt Biondi e Rowdy Gaines ha vinto la staffetta 4x100m stile libero ai giochi di Los Angeles 1984.

## Palmarès
- Giochi olimpici estivi

Los Angeles 1984: oro nella 4x100m stile libero.
- Giochi panamericani

Caracas 1983: oro nella 4x100m stile libero.
- Mondiali

Guayaquil 1982: oro nella 4x100m stile libero.